# NGC 7401
NGC 7401 est une galaxie spirale (barrée?) située dans la constellation des Poissons. Sa vitesse par rapport au fond diffus cosmologique est de 4 564 ± 26 km/s, ce qui correspond à une distance de Hubble de 67,3 ± 4,7 Mpc (∼220 millions d'al). NGC 7401 a été découverte par l'astronome irlandais R. J. Mitchell en 1856.
Selon la base de données Simbad, NGC 7401 est une galaxie candidate au titre de galaxie active.
En raison d'une brillance de surface égale à 14,35 mag/am2, on peut qualifier NGC 7401 de galaxie à faible brillance de surface (LSB en anglais pour low surface brightness). Les galaxies LSB sont des galaxies diffuses (D) avec une brillance de surface inférieure de moins d'une magnitude à celle du ciel nocturne ambiant.

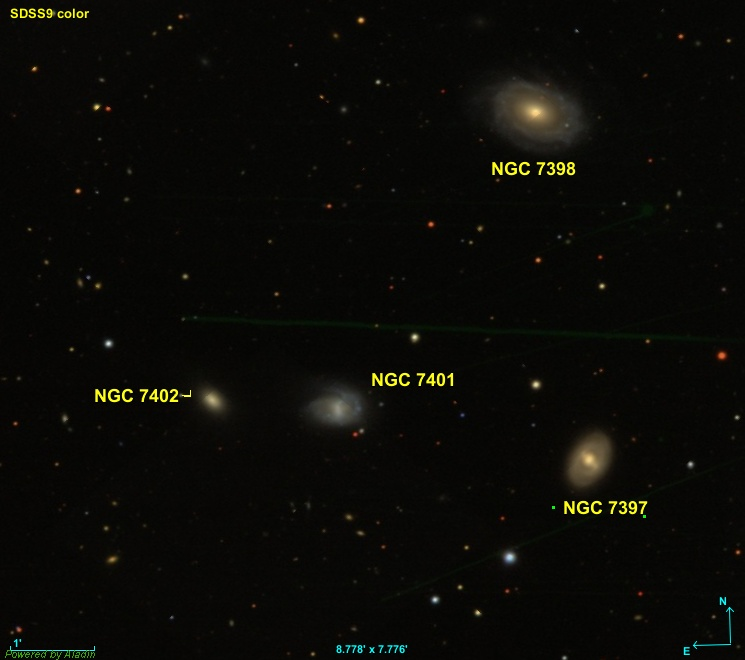
Trois galaxies voisines de NGC 7401.

Les trois galaxies NGC 7397, NGC 7398 et NGC 7402 sont situées dans la même région de la sphère céleste que NGC 7401. Ces trois galaxies font partie du groupe WBL 689 dont la distance moyenne est égale à 65,7 ± 1,7 Mpc (∼214 millions d'al). En toute logique, NGC 7401 devrait faire partie de ce groupe, mais ce serait la cinquième galaxie, alors que le catalogue WBL mentionne qu'il y quatre galaxies dans le groupe. De plus, aucune des sources consultées, dont la base de données NASA/IPAC, ne mentionnent l'appartenance de NGC 7401 à un groupe de galaxies.